# The Iron Man
The Iron Man er en amerikansk stumfilm fra 1924 af Jay Marchant.

## Medvirkende
- Luciano Albertini som Paul Breen
- Margaret Morris som Arlene Graham
- Joe Bonomo som Gaston La Rue
- Jack Dougherty som Dick Clifford
- Lola Todd som Mimi
- Jean De Briac som Jules Despaed
- William Welsh
- Rose Dione